# Gonyosoma
Gonyosoma is een geslacht van slangen uit de familie toornslangachtigen (Colubridae) en de onderfamilie Colubrinae.

## Naam en indeling
De wetenschappelijke naam van de groep werd voor het eerst voorgesteld door Johann Georg Wagler in 1828.
Er zijn zes verschillende soorten, een aantal soorten werd vroeger tot het niet meer erkende geslacht Gonyophis gerekend.

### Soorten
Het geslacht omvat de volgende soorten, met de auteur en het verspreidingsgebied.
| Naam                                  | Auteur         | Verspreidingsgebied                                                                           |
| ------------------------------------- | -------------- | --------------------------------------------------------------------------------------------- |
| Gonyosoma boulengeri                  | Mocquard, 1897 | Vietnam, China                                                                                |
| Gonyosoma frenatus                    | Gray, 1853     | India, China, Taiwan, Vietnam                                                                 |
| Gonyosoma jansenii                    | Bleeker, 1858  | Indonesië                                                                                     |
| Gonyosoma margaritatus                | Peters, 1871   | Maleisië                                                                                      |
| Spitskopslang (Gonyosoma oxycephalum) | Boie, 1827     | Indonesië, Maleisië, Singapore, India, Myanmar, Thailand, Cambodja, Laos, Vietnam, Filipijnen |
| Gonyosoma prasinus                    | Blyth, 1854    | India, Myanmar, Thailand, Maleisië, Laos, Vietnam, China                                      |

## Verspreiding en habitat
De verschillende soorten komen voor in delen van Azië en leven in de landen Cambodja, China, Filipijnen, India, Indonesië, Laos, Maleisië, Myanmar, Singapore, Thailand en Vietnam.

## Beschermingsstatus
Door de internationale natuurbeschermingsorganisatie IUCN is aan één soort een beschermingsstatus toegewezen. De spitskopslang (Gonyosoma oxycephalum) wordt beschouwd als 'veilig' (Least Concern of LC).